# Qadí Zada al-Rumí
Qadí Zada al-Rumí (turc otomà: صلاح الدين موسی پاشا بن محمد بن محمود رومى)  (Bursa, c. 1364 - Samarcanda, c. 1436), de nom complet مولانا صلاح الدين موسی پاشا بن محمد بن محمود رومى (Maulana Salah al-Din Musa Pasha bin Muhammad bin Mahmoud Rumi), va ser un astrònom i matemàtic de l'Edat d'or de l'islam.

## Vida i obra
La se va kunya, Qadí Zada, vol dir fill del jutge i la seva nisba, al Rumí, vol dir romà: la qual cosa vol dir que procedia d'alguna localitat que pertanyia o havia pertangut fins poc abans a l'Imperi Romà d'Orient. D'infant va rebre una educació poc convencional a Bursa on va romandre la primera meitat de la seva vida i, probablement, va ser deixeble de Shams ad-Din al-Fanari en temes científics.
El 1410 va marxar a Samarcanda on va conèixer el jove príncep Ulugh Beg, futur sultà timúrida, de qui es va convertir en mentor i conseller científic. A partir de 1417, quan es va començar a construir la madrassa (institut o universitat) de Samarcanda, al Rumí en va ser professor d'astronomia i de matemàtiques. Quan Ulugh Beg va construir el seu famós i gran observatori astronòmic va comptar amb l'ajut d'al-Rumí i d'al-Kaixí que van dirigir l'observatori juntament amb Ulugh Beg, mentre continuaven sent professors de la madrassa. Entre tots tres van compilar el Zij al-Sultani, unes taules astronòmiques amb un catàleg de més de 900 estrelles.
En morir, va ser sepultat a la necròpolis de Shah-i-Zinda.
Al-Rumí va ser un mestre i un comentador, més que in investigador original. Durant els seus anys a Samarcanda va escriure un bon nombre de comentaris d'obres matemàtiques i astronòmiques (de Nassir-ad-Din at-Tussí, de Mahmud al-Harawí, d'Athir-ad-Din al-Abharí, etc.) que van ser molt útils per a l'ensenyament.
El seu treball més original és haver calculat el sinus de un grau amb una precisió de dotze decimals: {\displaystyle \sin 1^{\circ }=0.017452406437}, en sistema sexagesimal: {\displaystyle \sin 1^{\circ }=0,01;02;49;43;11;14;44;16;26;16;30}.